# Първа чехословашка република
Първата Чехословашка република (на чешки: první Československá republika; на словашки: prvá Československá republika или просто Prvá republika) е първото чехословашко държавно образувание, съществувало от 1918 до 1938 г. Държавата обичайно е наричана Чехословакия (Československo), както и по-късните ѝ приемници. Първата република се състои от земите на Бохемия, Моравия, Чешка Силезия, Словакия и Подкарпатска Рус.
През септември 1938 г. Нацистка Германия присъединява Судетската област (по силата на Мюнхенското споразумение с участието на Франция, Великобритания и Италия и без участието на представители на Чехословашката република).
Това фактически слага край на Първата Чехословашка република, която е сменена от краткотрайната Втора република. Полша окупира Тешинската област, а южната част на Словакия и Подкарпатска Рус преминават в полза на Регентска Унгария (по силата на Първия виенски арбитраж).